# 克雷布斯巴赫河
48°29′11.23″N 11°8′32.56″E / 48.4864528°N 11.1423778°E
克雷布斯巴赫河（德語：Krebsbach），是德國的河流，位於該國東南部，由巴伐利亞負責管轄，屬於帕爾河的左支流，河道全長9.1公里，流域面積30平方公里。